# Semiothisa deceptans
Semiothisa deceptans là một loài bướm đêm trong họ Geometridae.